# Piaseczno
Piaseczno é um município da Polônia, na voivodia da Mazóvia e no condado de Piaseczno. Estende-se por uma área de 16,22 km², com 47 423 habitantes, segundo os censos de 2017, com uma densidade de 2923,7 hab/km².